# Marókafélék
A marókafélék (Mordellidae) a rovarok (Insecta) osztályának a bogarak (Coleoptera) rendjébe, ezen belül a mindenevő bogarak (Polyphaga) alrendjébe tartozó család.
Közép-Európában a marókák családjának mintegy 120 faja él, amelyek egymáshoz igen hasonlók. Észak-Amerikában 6 nembe, 204 faj tartozik.

## Rendszerezés
A családba az alábbi nemek és fajok tartoznak (a lista nem teljes):
- Glipa
  - Glipa hilaris
  - Glipa oculata
- Hoshihananomia
  - Hoshihananomia octopunctata
  - fehércseppes maróka (Hoshihananomia perlata)
- Mordella
  - Mordella marginata
  - Mordella signata
  - Mordella quadripunctata
- Mordellistena
  - Mordellistena andreae
  - rövidfarkú kismaróka (Mordellistena brevicauda)
  - Mordellistena cervicalis
  - Mordellistena convicta
  - Mordellistena fuscipennis
  - Mordellistena ornata
  - Mordellistena pubescens
  - Mordellistena pustulata
  - Mordellistena scapularis
  - Mordellistena hebraica
- Tolidomordella
  - Tolidomordella discoidea
- Tomoxia
  - kúptestű maróka (Tomoxia bucephala)
  - Tomoxia lineella
  - Tomoxia serval
- Yakuhananomia
  - Yakuhananomia bidentata
- Paramordellaria
  - Paramordellaria triloba
- Variimorda
  - szalagos maróka (Variimorda fasciata)
  - Variimorda villosa